# Джон Констабъл
Джо̀н Ко̀нстабъл (на английски: John Constable) е английски художник – пейзажист, работил през първата половина на 19 век. Известен основно с изгледи от Дедъм Вейл, околността около собствения му дом.

## Биография
Роден е на 11 юни 1776 г. в селцето Ийст Бъргхолт в Дедъмската долина, графство Съфолк, Югоизточна Англия. Долината е оградена с невисоки хълмове и е прорязана от бавните води на река Стуър, която се влива в Северно море, недалеч от Дедъм. Бащата на художника притежава мелници по поречието на реката в Съфолк, Флатфорд, Стратфорд и Дедъм.
През 1795 г. Джон посещава Лондон, където попада при гравьора Джон Томас Смит, но изпълнява само повторения на чужди работи. Връща се у дома през 1797 година, но не се отказва. За втори път отива в Лондон през 1799 г., с препоръка от Джоузеф Фарингтън, като през 1800 г. става редовен студент в Кралската академия.
Голям успех е участието през 1824 г. в поредната изложба на Парижкия салон, където картината му „Каруца със сено" е поставена на почетно място и се превръща в сензация. На платното е изобразена гледката към мелницата Флатфор на река Стуър, собственост на бащата на художника.
През живота си успява да продаде само около 20 картини и не е широко признат. Става член на Кралската академия на 52 години (8 години преди смъртта си).

## Галерия
- „Каруца със сено“, 1821 г.
- „Строеж на лодки до мелницата Флатфорд“, ок. 1815 г.
- „Долината Дедъм“

## Картини
- Къщата на Уили Лот, около 1810 – 1815 г., М.б., пл., 21,4 х 18,1 cm, Музей Виктория в Албърт, Лондон.
- Долината Стуър, 1805 г., молив и акварел, 17 х 27,4 cm, частна сбирка.
- Момиче, позиращо на прозорец, около 1806 г., молив и акварел, 20,6 х 17,5 cm, Институт за изкуство Курто (сбирка Уит).
- Малвъри Хол, Уорикшър, 1809 г., М.б., пл., 51,4 х 76,2 cm, Тейт Бритън, Лондон.
- Каруца със сено, 1810 г., М.б., пл., 130,5 х 185,5 cm, Национална галерия, Лондон.
- Строеж на лодки до мелницата Флатфорд, около 1815 г., М.б., пл., 50,8 х 61,6 cm, Музей Виктория и Албърт, Лондон.
- Заливите Озмиънгтън и Уеймът, около 1816 г., М.б., пл., 55,9 х 76,9 cm, Музей за изящни изкуства, Бостън.
- Воденицата Флатфорд от Шлойдата, 1810 или 1811 г., М.б., пл., 25,4 х 30,4 cm, частна сбирка.
- Катедралата Солзбъри откъм реката, 1820 г., М.б., пл., 51,5 х 77 cm, Национална галерия, Лондон.
- Долината Дедъм, изложена през 1828 г., М.б., пл., 141 х 121,9 cm, Национална галерия на Шотландия, Единбург.
- Селски път при Ийст Бъргхолт с почиващ човек, 1809 г., М.б., дърво, 21,6 х 32,7 cm, частна сбирка С. Куксън.
- Момиче с чадър, около 1806 г., молив и акварел, 16,2 х 11,4 cm, Британски музей.
- Брегът при Брайтън, 1828 г., М.б., пл., 14,5 х 25,5 cm, частна сбирка.
- Катедралата Солзбъри откъм ливадите, 1831 г., М.б., пл., 151,8 х 189,9 cm, частна сбирка.
- Долината Стуър и село Дедъм, 1815 г., М.б., пл., 55,3 х 78,1 cm, Музей за изящни изкуства, Бостън.
- Жетвари, около 1815 г., М.б., пл., 44,5 х 36,8 cm, частна сбирка.
- Мелничен поток, 1811 г., М.б., пл., Галерия Тейт Бритън, Лондон.
- Воденицата Стратфорд, 1819 – 1820 г., М.б., пл., 30 х 42 cm, частна сбирка.
- Долината Стуър и село Дедъм, около 1814 г., М.б., пл., 39,4 х 55,4 cm, Градска галерия на изкуството, Лийдс.
- Мария Бикнел, госпожа Джон Констабъл, 1816 г., М.б., пл., 30,4 х 25 cm, Тейт Бритън, Лондон.
- Селски събор, Ийст Бъргхолт, 1811 г., М.б., пл., 17,2 х 35,5 cm, Музей Виктория и Албърт, Лондон.
- Хемпстед Хийт, около 1820 г., М.б., пл., 55,2 х 78,8 cm, Музей „Фицуилям“, Кембридж.
- Лодка, минаваща през Слойза, изложена през 1820 г., М.б., пл., 142,2 х 120,7 cm, частна сбирка.
- Белият кон, 1819 г., М.б., пл., 131,4 х 188,3 cm, колекция Фрик, Ню Йорк.
- Скачащият кон, 1824 г., първи етюд, молив, перо и водни бои, 20,3 х 30,2 cm, частна сбирка.
- Скачащият кон, изложена през 1825 г., М.б., пл., 142,2 х 187,3 cm, Кралска академия на изкуствата, Лондон.
- Пейзаж с двойна дъга, 1812 г., М.б., хартия и платно, 33,7 х 38,4 cm, Музей Виктория и Албърт, Лондон.
- Житно поле, 1826 г., М.б., пл., 142,9 х 122,5 cm, Национална галерия, Лондон.
- Хампстед Хийт с поглед към Хароу, 1821 г., М.б., хартия върху дърво, 23,5 х 27,5 cm, Кралска академия на изкуствата, Лондон.